# Вајзенхајм ам Занд
Вајзенхајм ам Занд (њем. Weisenheim am Sand) општина је у њемачкој савезној држави Рајна-Палатинат. Једно је од 48 општинских средишта округа Бад Диркхајм. Према процјени из 2010. у општини је живјело 4.391 становника. Посједује регионалну шифру (AGS) 7332050.

## Географски и демографски подаци
Вајзенхајм ам Занд се налази у савезној држави Рајна-Палатинат у округу Бад Диркхајм. Општина се налази на надморској висини од 98 метара. Површина општине износи 13,7 km². У самом мјесту је, према процјени из 2010. године, живјело 4.391 становника. Просјечна густина становништва износи 320 становника/km².